# 先印欧語

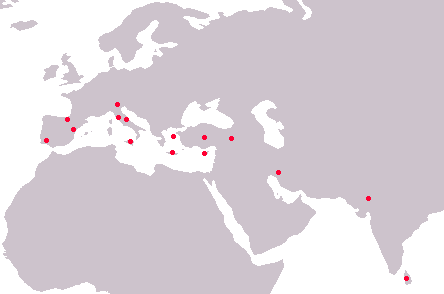
文献的に知られる過去・現在の先印欧語の分布

先印欧語（せんいんおうご、Pre-Indo-European languages）とは、ユーラシアにあった非インド・ヨーロッパ語族言語のうち、インド・ヨーロッパ語族の到来によって孤立した言語。現在では死語となったものも少なくない。
遺伝学的研究でも、その多くの民族が非印欧系言語を話したと考えられている。

## 現存する言語
- 南アジア：ドラヴィダ語族、ニハリ語、クスンダ語、ブルシャスキー語
- コーカサス：カルトヴェリ語族、北東コーカサス語族、北西コーカサス語族
- 西ヨーロッパ：バスク語

## 死語となった言語
研究などにより、過去に存在したと考えられる先印欧語の例は、
南アジア
ドラヴィダ語族やオーストロアジア語族ムンダ語派が広く分布していたと考えられる。ヴェッダ語ももともと固有の言語であった可能性が高い。ハラッパー語やブルシャスキー語も分布していた。
アナトリア
ハッティ語、フルリ・ウラルトゥ語族
ヨーロッパ
ギリシア：レムニア語（レムノス島）、ミノア語（クレタ島）
イタリア半島：ラエティア語、エトルリア語、北ピケネ語、シカニ語（古代イタリア地域諸言語）
イベリア半島：イベリア語、アクイタニア語、タルテッソス語
ブリテン諸島：ピクト語(島嶼ケルト語族の説もある)

## 言語・文字の痕跡を残さなかった民族
言語・文字・記号などの痕跡を残さなかったため、言語研究の対象にならない民族も見られる。
- ヌラーゲ文化（サルデーニャ島）：遺伝学的研究により当時のヨーロッパで農耕を行った非インド・ヨーロッパ語族の系統とも考えられている。